# Aplonis
Aplonis je rod ptáků z čeledi špačkovitých. Vyskytují se v Indonésii a Austrálii, ačkoliv některé druhy jsou rozšířené až po jižní Vietnam a Malajsii. Několik druhů se vyskytuje na jednotlivých ostrovech jakožto endemity. Většina zástupců tohoto rodu má jednolitě zbarvení, nejčastěji černě nebo tmavě hnědě, možný je i kovový odlesk. Mladí samci mají často na hrudi tmavší pruhy. Tento rod poprvé popsal John Gould ve své publikaci v roce 1836. Většina druhů je klasifikována jako málo dotčené taxony, ale některé jsou naopak vysoce ohrožené. Dva druhy jsou považovány za vyhynulé.

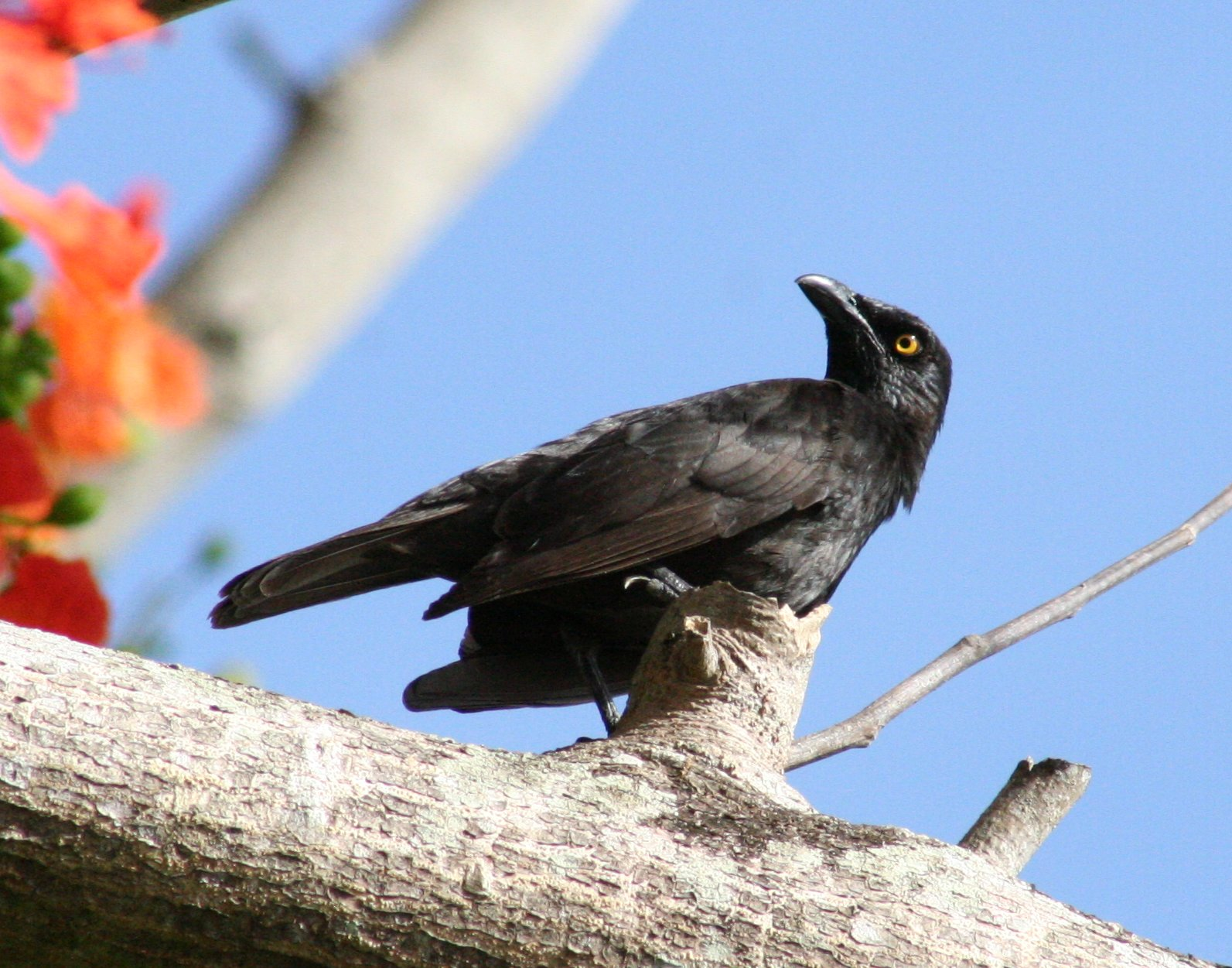
Dospělý špaček mikronéský (Aplonis opaca)

## Zástupci
- Špaček samojský (Aplonis atrifusca)
- Špaček bělooký (Aplonis brunneicapilla)
- Špaček zpěvný (Aplonis cantoroides)
- Špaček rarotonžský (Aplonis cinerascens)
- Špaček krkavčí (Aplonis corvina) (vyhynul roku 1833)
- Špaček tanimbarský (Aplonis crassa)
- Špaček sancristobalský (Aplonis dichroa)
- Aplonis diluvialis (fosilní taxon)
- Špaček atolový (Aplonis feadensis)
- Špaček norfolcký (Aplonis fusca) (vyhynul roku 1836)
- Špaček šalamounský (Aplonis grandis)
- Špaček rennellský (Aplonis insularis)
- Špaček velký (Aplonis magna)
- Špaček hnědý (Aplonis mavornata)
- Špaček lesklý (Aplonis metallica)
- Špaček malý (Aplonis minor)
- Špaček molucký (Aplonis mysolensis)
- Špaček novoguinejský (Aplonis mystacea)
- Špaček mikronéský (Aplonis opaca)
- Špaček rudooký (Aplonis panayensis)
- Špaček ponapeský (Aplonis pelzelni)
- Špaček horský (Aplonis santovestris)
- Špaček čárkovaný (Aplonis striata)
- Špaček polynéský (Aplonis tabuensis)
- Špaček rezavokřídlý (Aplonis zelandica)